# Liste der Biografien/Corl
Liste der Biografien |
Portal Biografien |
Personensuche
# |
A |
B |
C |
D |
E |
F |
G |
H |
I |
J |
K |
L |
M |
N |
O |
P |
Q |
R |
S |
T |
U |
V |
W |
X |
Y |
Z |
?
 
Ca |
Cb |
Cc |
Ce |
Ch |
Ci |
Cj |
Ck |
Cl |
Cm |
Cn |
Co |
Cr |
Cs |
Ct |
Cu |
Cv |
Cw |
Cy |
Cz
 
Coa–Cod |
Coe–Cok |
Col |
Com |
Con |
Coo–Coq |
Cor |
Cos |
Cot |
Cou |
Cov |
Cow |
Cox |
Coy |
Coz
 
Cora |
Corb |
Corc |
Cord |
Core |
Corf |
Corg |
Cori |
Cork |
Corl |
Corm |
Corn |
Coro |
Corp |
Corr |
Cors |
Cort |
Coru |
Corv |
Corw |
Cory |
Corz
Die Liste der Biografien führt alle Personen auf, die in der deutschsprachigen Wikipedia einen Artikel haben. Dieses ist eine Teilliste mit 40 Einträgen von Personen, deren Namen mit den Buchstaben „Corl“ beginnt.

## Corl
- Corl, Hal (1893–1963), US-amerikanischer Filmtechnikpionier und Filmschaffender

### Corla
- Corlaita, Ezio (1889–1967), italienischer Radrennfahrer
- Corlățean, Titus (* 1968), rumänischer Politiker, MdEP

### Corle
- Corleis, Birger (1955–2012), deutscher Musiker und Musikpädagoge
- Corleis, Jürgen (1929–2011), deutsch-australischer Journalist, Autor und Regisseur
- Corleone, Girolamo da (1639–1717), Laien-Kapuzinerbruder
- Corleone, Marco (* 1977), US-amerikanischer Wrestler
- Corless, Natalie (* 2003), kanadische Rennrodlerin
- Corless, Roger (1938–2007), britischer Religionswissenschaftler, Hochschullehrer und Autor
- Corlett, Charles H. (1889–1971), US-amerikanischer Offizier, Generalmajor der US-Army
- Corlett, George Milton (1884–1955), US-amerikanischer Politiker
- Corlett, Ian James (* 1962), kanadischer Synchronsprecher und Drehbuchautor
- Corlett, Marama (* 1991), maltesische Schauspielerin und Tänzerin
- Corlett, Sam (* 1996), australischer Schauspieler
- Corlett, William Wellington (1842–1890), US-amerikanischer Politiker
- Corley, Al (* 1956), US-amerikanischer Schauspieler
- Corley, Annie (* 1960), US-amerikanische Schauspielerin
- Corley, Carmen (* 2001), US-amerikanische Tennisspielerin
- Corley, DeMarcus (* 1974), US-amerikanischer Boxer
- Corley, Elizabeth (* 1956), britische Managerin und Krimi-Schriftstellerin
- Corley, Eric (* 1959), US-amerikanischer Hacker
- Corley, Gia (* 2002), deutsche Fußballspielerin
- Corley, Ivana (* 1999), US-amerikanische Tennisspielerin
- Corley, John D. W. (* 1951), US-amerikanischer Offizier, General der US Air Force
- Corley, Manuel S. (1823–1902), US-amerikanischer Politiker
- Corley, Paris (* 1998), US-amerikanische Tennisspielerin
- Corley, Pat (1930–2006), US-amerikanischer Schauspieler
- Corley, Phil (* 1951), britischer Radrennfahrer
- Corley, Roy F. (1874–1953), US-amerikanischer Politiker

### Corli
- Corliss, Jeb (* 1976), US-amerikanischer Extremsportler, Basejumper, Fernsehmoderator
- Corliss, John Blaisdell (1851–1929), US-amerikanischer Politiker
- Corliss, Richard (1944–2015), US-amerikanischer Filmkritiker und Autor
- Corliss, William R. (1926–2011), US-amerikanischer Sachbuchautor

### Corll
- Corll, Dean (1939–1973), US-amerikanischer SerienmörderDean Corll (1939–1973)

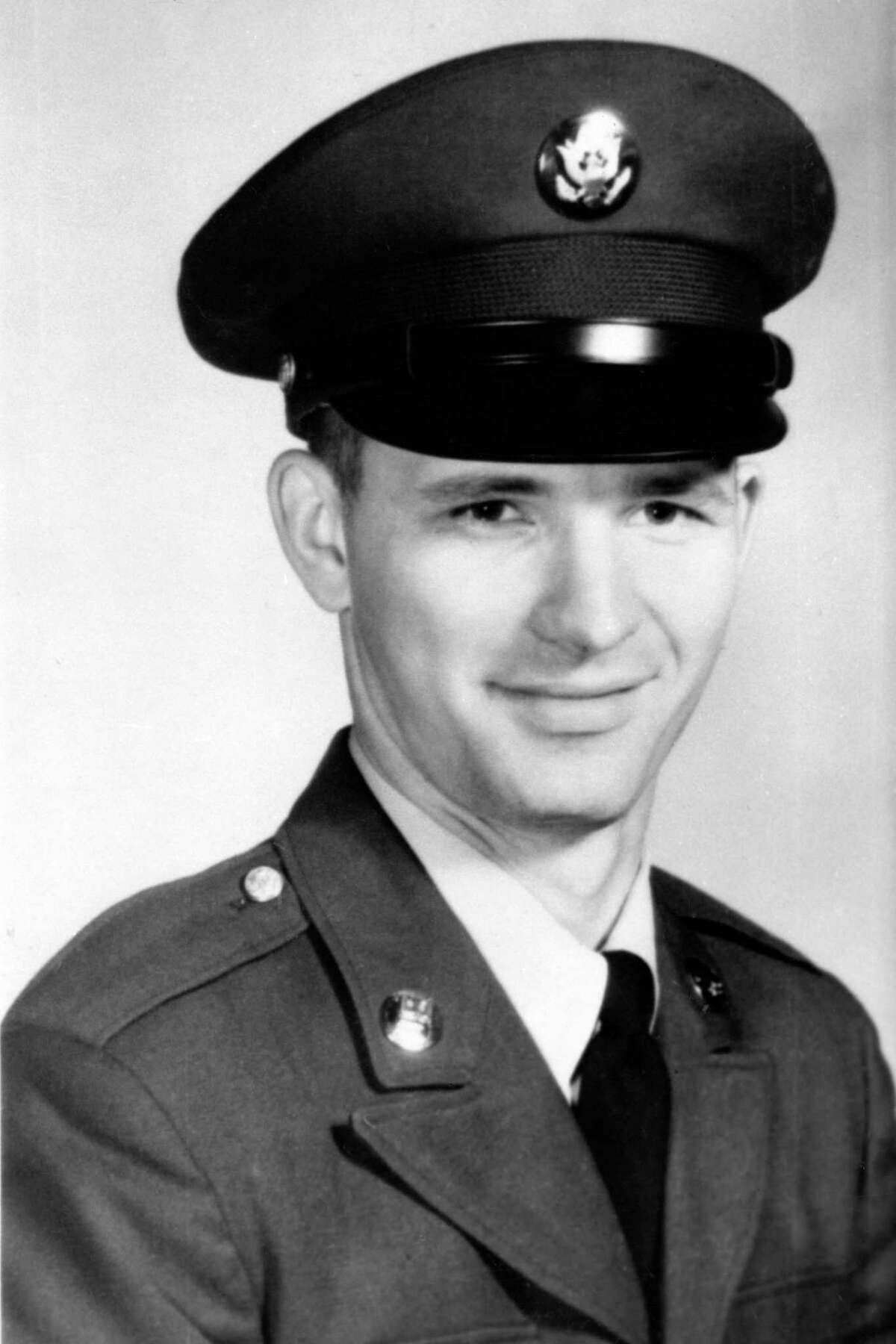
Dean Corll (1939–1973)

### Corlu
- Corlu, Azad (* 1991), dänischer Fußball- und Futsalspieler
- Corlu, Rezan (* 1997), dänischer Fußballspieler
- Çorlu, Şenol (* 1961), türkischer Fußballspieler
- Çorlu, Vedat (* 1964), türkischer Verleger und literarischer Übersetzer
- Ćorluka, Vedran (* 1986), kroatischer Fußballspieler
- Çorlulu Ali Pascha († 1711), osmanischer Beamter, Staatsmann und Großwesir des osmanischen Reiches